# Mary Halvorson
Mary Halvorson est une guitariste américaine de jazz, née à Boston, Massachusetts,.
Elle est diplômée de l'Université Wesleyenne en 2002, sous la direction d'Anthony Braxton, avec qui elle multiplie les projets, en compagnie notamment du trompettiste Taylor Ho Bynum (en). Parmi ceux-ci, le trio et le quartet Diamond Curtain Wall, mais aussi le grand ensemble de Ghost Trance Music 12+1tet et le projet Echo Echo Mirror House.
Dès 2002, elle fait partie du trio de Trevor Dunn, Trevor Dunn's Trio-Convulsant, du projet Sun Ship de Marc Ribot, et mène une collaboration de longue date en duo avec l'altiste Jessica Pavone (en), elle-même membre des orchestres de Braxton.
Elle dirige également un trio avec John Hebert et Ches Smith, où elle développe son sens très raffiné de l'écriture (Dragon's Head, 2008). L'orchestre ne cessera de s'agrandir, jusqu'à devenir septet en 2013 (Illusionary Sea, sorti chez Firehouse 12).
Elle mène par ailleurs de nombreux projets connexes, comme le trio Crackelknob avec Reuben Radding et Nate Wooley ou Reverse Blue avec notamment le batteur Tomas Fujiwara. On la retrouve également dans le trio du batteur Tom Rainey et Ingrid Laubrock où son style particulier, aux sinuosités imprévisibles en ont fait l'une des guitaristes les plus atypiques et les plus recherchées du moment, qui n'hésite pas à aller vers le rock d'avant-garde comme avec son groupe People ou au côté de Weasel Walter.
En 2015, elle sort Meltframe, son premier solo, à 34 ans. Elle poursuit sa carrière au travers de ses diverses formations en trio, quintet, sextet et octet, ou avec son groupe Code Girl.
Elle reçoit en 2019 le Prix MacArthur, ce qui est accompagné d'un traitement de 125 000 $ par an pendant 5 ans. Elle profite de l'annulation de sa tournée européenne pendant la pandemie en 2020 pour se remettre à l'écriture, en particulier pour un quatuor à cordes.

## Discographie
- 2003: Six Improvisations For Guitar, Bass and Drums, H&H Productions, as part of MAP
- 2004: Sister Phantom Owl Fish , Ipecac Recordings, comme part de Trevor Dunn's Trio-Convulsant avec Ches Smith et Trevor Dunn
- 2005: Prairies, avec Jessica Pavone (en), Lucky Kitchen
---- People, I & Ear, as part of People with drummer Kevin Shea
- 2006: Sleeps Cells, Utech, as part of MPTHREE avec Mike Pride et Trevor Dunn
- 2007: Misbegotten Man, I & Ear, as part of People avec Kevin Shea
---- On and Off, avec Jessica Pavone, Skiri Reacord
- 2008 Opulence, avec Weasel Walter.
---- Dragon's Head[5] (2008), Firehouse 12 Records
---- Calling All Portraits, Phantom Sound & Vision label
- 2009: Thin Air, avec Jessica Pavone, Thirsty Ear
---- (un)sentimental, Important Records, as part of The Thirteenth Assembly
---- Crackleknob, Hathut Records
- 2010: Fever Dream, Taiga Records
---- Saturn Sings[6] (2010), Firehouse 12 Records
---- Actionspeak, 482 Music, as part of Tomas Fujiwara & The Hook Up
- 2011: Departure of Reason, avec Jessica Pavone, Thirsty Ear
- 2013: Bending Bridges[7]
---- Illusionary Sea[8]
- 2015: Meltframe[9]
- 2016: Away With You[10]
- 2017: Mary Halvorson Quartet: Paimon: The Book of Angels Volume 32 (Tzadik)
---- Elliott Sharp (en) / Mary Halvorson / Marc Ribot: Err Guitar (Intakt)
- 2018: The Maid with the Flaxen Hair — A Tribute to Johnny Smith (Tzadik)
---- Thumbscrew: Ours und Theirs (Cuneiform), avec Tomas Fujiwara, Michael Formanek
---- Code Girl[11] , Firehouse 12 Records, avec Amirtha Kidambi, Ambrose Akinmusire, Michael Formanek, Tomas Fujiwara
- 2019: Mary Halvorson / Joe Morris: Traversing Orbits (Rogue Art)
- 2020: Artlessly Falling[12]
- 2022: Amaryllis avec Patricia Brennan, Nick Dunston, Thomas Fujiwara, Jacob Garchick, Adam O'Farril, et Mivos Quartet (Nonesuch)
---- Belladonna avec Mivos Quartet (Nonesuch)[4]
- 2024: Cloudward (Nonesuch)
- 2025: About Ghosts (Nonesuch)